# راسیم علی‌اف (معمار)
راسیم علی‌اف (ترکی آذربایجانی: Rasim Əliyev) معمار و نقاش شناخته شده اهل جمهوری آذربایجان می‌باشد. وی دریافت کنندهٔ جایزهٔ دولتی، عضو حضوری فرهنگستان بین‌المللی معماری، فرهنگستان معماری و ساختمان‌سازی روسیه و نیز فرهنگستان معماری کشورهای شرقی است.

## زندگی‌نامه
راسیم علی‌اف در ۱۶ ژوئیه سال ۱۹۳۶ در خانواده حسن علی‌اف، دانشمند شناخته شده آذربایجان در گنجه زاده شد. وی در سال ۱۹۶۵ به سمت معمار کل شهر باکو گماشته شده و از آن به بعد ۲۳ سال سکاندار این وظیفه شد.
در ۱۸ ژوئیه سال ۲۰۱۴، رویدادی به مناسبت ۸۰- امین زادروز راسیم علی‌اف برگزار شد. در این رویداد، نمایشگاه مجسمه‌ها و نمونه‌های نقاشی‌های رنگ روغن و آبرنگ که وی در سال‌های مختلف خلق نموده بود، برپا و بخش‌هایی از فیلم «معمار» مختص به زندگی راسیم علی‌اف به نمایش گذاشته شد.

## جوایز
- در ۱۹ آوریل سال ۲۰۰۰، به فرمان حیدر علی‌اف، رئیس‌جمهوری وقت آذربایجان نشان «شهرت» به راسیم علی‌اف اهدا شد.
- ۲۴ سپتامبر سال ۲۰۰۹، به دستور الهام علی‌اف، رئیس‌جمهوری آذربایجان نشان «افتخار» به راسیم علی‌اف در پاس خدماتش در توسعه و پیشرفت هنر مجسمه‌سازی در این کشور اعطاء گردید.
- در ۱۶ ژوئیه سال ۲۰۱۴، وی نشان «استقلال» را اخذ نمود.[۵]

## فعالیت
راسیم علی‌اف مؤلف و هم‌مولف طرح‌های معماری همچون آرامگاه حسین جاوید، فرودگاه‌های بین‌المللی حیدر علی‌اف در باکو و نخجوان، چندی از ایستگاه‌های متروی باکو، پارک‌های عمده باکو، ساختمان سفارتخانه جمهوری آذربایجان در ترکیه و غیره… می‌باشد.
جستارهای وابسته
- حسن علی‌اف
- آرامگاه حسین جاوید